# Deutschlandgerät
Das Deutschlandgerät ist ein mit Druckwasser betriebenes hydraulisches Aufgleisgerät zum (Wieder-)Aufgleisen von (entgleisten) Schienenfahrzeugen. Es wurde ab 1928 von der Maschinenfabrik Deutschland entwickelt und wurde international unter diesem Namen bekannt. Daher wird zum Teil auch heute noch der Begriff „Deutschlandgerät“ synonym für Aufgleisgeräte anderer Hersteller verwendet.

## Aufbau und Funktion
Ein Deutschlandgerät besteht im Wesentlichen aus folgenden Teilen:
- Aufgleisbrücke
- Umsetzpumpe mit Wasserbehälter
- Hydraulikheber
- Rollwagen
- (kleinere) hydraulische Hilfszylinder

Zum Eingleisen eines Fahrzeugs wurde die Aufgleisbrücke an einer geeigneten Stelle unter dem Fahrzeug in der Regel quer über beide Schienen gelegt, so dass er die Last ins Gleis abtragen kann. Auf der Aufgleisbrücke wurde der Hubzylinder auf dem Rollwagen so positioniert, dass er das Fahrzeug anheben kann. Die kleinen Zylinder diente zum Verschieben des Hubzylinders auf dem Träger und damit zum Verschieben des angehobenen Fahrzeugs quer zum Gleis. Sie wurden an den Enden durch passende Formstücke gehalten, die sich auf dem Träger an verschiedenen Stellen in Löchern fixieren lassen. Die Steuerung der Hydraulik erfolgte durch ein abgesetztes Steuergerät.
Der notwendige Betriebsdruck wurde durch eine Umsetzpumpe erzeugt, die mit Druckluft von einer Lokomotive versorgt wurde. Das notwendige Wasser wurde dem Tender einer Dampflokomotive entnommen.
Durch zyklisches Anheben, Verschieben, Absenken und Rückverschieben des Hydraulikhebers lassen sich Lasten auch über längere Strecken verschieben. Im Extremfall kann auch das ganze Gerät ohne Last umgesetzt werden.
Die Einzelteile des Deutschlandgerätes waren aus Stahl gefertigt und konnten von der Bedienmannschaft selbst getragen und aufgebaut werden. Durch die Verwendung von Stahl, war das Deutschlandgerät sehr schwer. So wog beispielsweise die vier Meter lange Aufgleisbrücke 540 kg. Um diese zu Tragen war eine Mannschaft von 8 bis 10 Mann notwendig.
Wegen der relativ kleinen Abmessungen war der Einsatz des Deutschlandgerätes auch dort möglich, wo anderes Gerät (z. B. ein Kran) keinen Arbeitsraum hätte oder zu extremen zusätzlichen Betriebsstörungen führen würde (Tunnel, Bahnsteiggleise, Einschnitte).
Das Deutschlandgerät gehörte bei der Deutschen Reichsbahn und der Deutschen Bundesbahn bis Mitte der 1950er Jahre zur Ausrüstung der bei Eisenbahnbetriebsunfällen eingesetzten Hilfszüge-Gerätewagen. Die große Masse des Deutschlandgerätes erforderte jedoch eine große Mannschaft. Zudem erwies sich das mit Druckwasser betriebene System insbesondere bei Frost als sehr störanfällig und rostanfällig. Auch die zunehmende Ablösung von Dampflokomotiven durch Diesel- und Elektrolokomotiven erschwerte die Wasserversorgung. Um diesen Nachteilen zu begegnen, wurde das Deutschlandgerät bei der Deutschen Bundesbahn Mitte der 1950er Jahre durch die leichtere ölhydraulische Lukas-Aufgleisausrüstung ersetzt.

## Kunstwerk
Der Düsseldorfer Künstler Reinhard Mucha stellte im Jahre 1990 seine raumgreifende Installation Deutschlandgerät auf der Biennale di Venezia aus. Im Jahr 2002  wurde diese im Düsseldorfer Museum K21 erneut aufgebaut, wo sie 2010 weiterhin zu sehen war. Über einen Abbau wurde mit der neuen Leiterin der Kunstsammlung Nordrhein-Westfalen Marion Ackermann intensiv gestritten.